# Mile (transport aérien)
Pour les articles homonymes, voir Mile, Miles et FFP.
 (septembre 2019).
Si vous disposez d'ouvrages ou d'articles de référence ou si vous connaissez des sites web de qualité traitant du thème abordé ici, merci de compléter l'article en donnant les références utiles à sa vérifiabilité et en les liant à la section « Notes et références ».

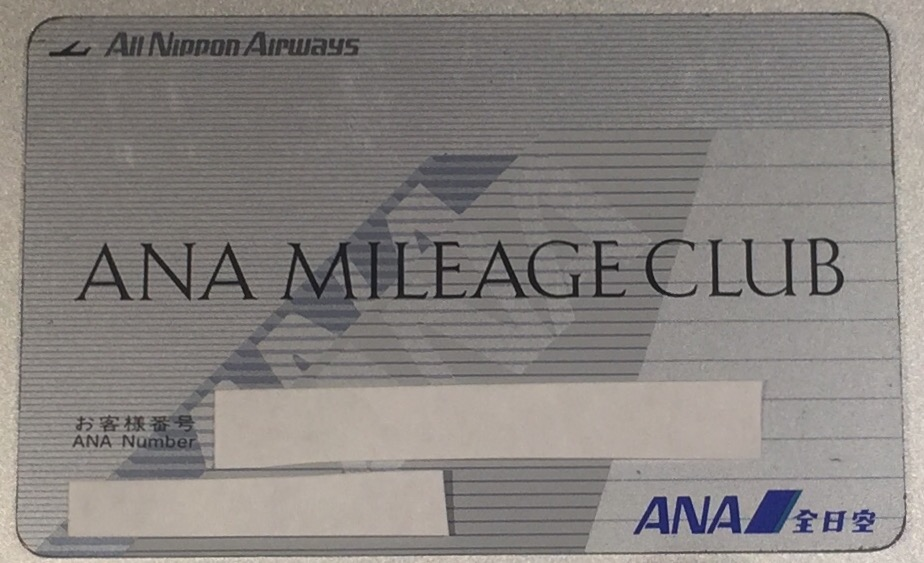
Une carte de fidélité d'All Nippon Airways permettant d'obtenir des miles.

Dans le transport aérien, les miles (en anglais, frequent-flyer program ou FFP) sont un système de fidélisation octroyé par les compagnies aériennes à leurs clients, basé sur les distances (en miles) « voyagées » par ceux-ci.

## Historique

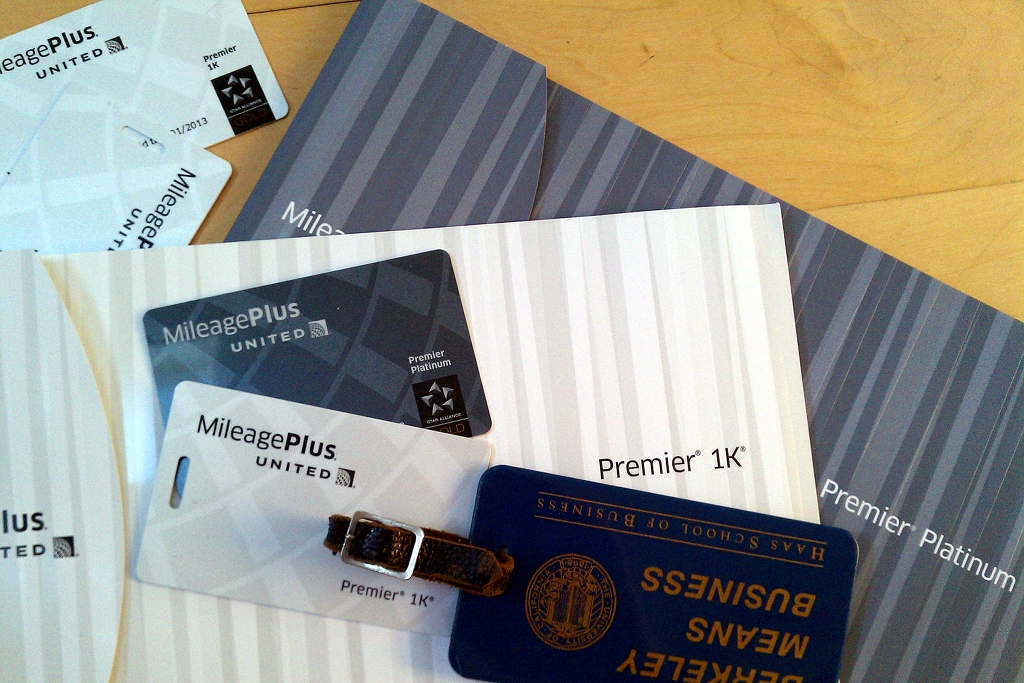
United MileagePlus Premier Platinum and 1K credentials

Ce type de programme a vu le jour en 1979 aux États-Unis avec la compagnie Texas International Airlines. Le premier programme d'une grande compagnie, l'AAdvantage d'American Airlines (toujours en vigueur), a débuté peu après, en mai 1981, immédiatement suivi par United Airlines.
En 1982, British Airways sera la première compagnie européenne à se doter d'un tel programme de fidélisation.
De nombreuses alliances entre compagnies vont proposer des programmes de miles communs ; à la fin des années 1990, trois grands groupes sont formés : Star Alliance en 1997, Oneworld en 1999, puis Skyteam en 2000, permettant d'accumuler des miles sur tous les vols des compagnies membres.

## Cumul
Chaque compagnie qui se dote d'un programme de fidélisation est libre de déterminer les conditions d'obtention de « miles », leur durée de validité et les avantages acquis. Il existe toutefois une certaine homogénéité en raison du regroupement de nombreuses compagnies en trois alliances.
En général le nombre de miles attribué est égal à la distance parcourue en milles terrestres. Ce nombre peut être multiplié par 1,5 pour les passagers de la classe affaires ou par deux pour ceux de première classe. A contrario, ce nombre peut être diminué pour les passagers bénéficiant de tarifs promotionnels. Les vols court-courrier peuvent faire l'objet d'un « forfait » supérieur à la distance réellement parcourue.
Les compagnies aériennes s'associent aussi à des partenaires, le plus souvent liés aux déplacements, tels que les loueurs de véhicules, les chaînes hôtelières, etc., qui permettent d'accumuler des points en fonction des dépenses effectuées.

## Utilisation
Les « miles » accumulés permettent d'obtenir des prestations gratuites auprès de la compagnie aérienne ou de ses partenaires en fonction des règles établies par le programme de fidélisation. L'ordre de grandeur est d'un voyage « gratuit » pour six voyages similaires effectués. Les taxes, qui représentent une part non négligeable du prix du billet, restent à la charge du passager.
Il peut aussi s'agir d'un surclassement vers la cabine supérieure lors d'un voyage.

## Statut juridique des miles
Le statut des miles accumulés peuvent différer selon le pays . Ainsi, la justice allemande a tranché en faveur de l'employeur qui demandait l'usufruit des miles accumulés par l'un de ses employés. À l'opposé, en France, les miles sont considérés comme un avantage personnel, propre au bénéficiaire.
Le fisc américain a estimé que, dans certains cas, les miles peuvent être imposables.